# Pithecia milleri
El sakí de Miller (Pithecia milleri) es una especie de mico que se encuentra en el sur de Colombia y el noreste Ecuador. 

## Distribución geográfica
Su área de distribución se extiende en las estribaciones de los Andes alrededor de Florencia (Caquetá), a altitudes de 500 a 700 metros, llegando al noreste a la Serranía de la Macarena y al sur, hasta las regiones adyacentes del noreste de Ecuador al norte del río Napo. Se conoce una población que vive en la Reserva de producción faunística Cuyabeno, en la frontera entre Ecuador y Perú, la especie también podría encontrarse en el extremo norte del Perú en la zona entre río Napo y río Putumayo.

## Descripción
El macho alcanza una longitud del tronco con la cabeza de 33 a 48 cm; la hembra un máximo de 39 cm. La cola tiene 41 a 50 cm de largo. El macho pesa de 2,6 a 2,8 kg  y la hembra hasta 2,2 kg. El pelaje general es gris, incluyendo mangas más oscuras en los antebrazos donde hay parches marrón y una franja marrón densa alrededor de la cara; rostro escasamente vestido con pelos cortos blanquecinos; mitad delantera de la cabeza marrón; los machos tienen pelos blancos bajo los ojos, a lo largo de los malares y los labios. La frente, la garganta y el pecho de los machos son de color marrón amarillento. Las partes inferiores, las extremidades y la cola son negras; con pelos en las extremidades color crema y  con manos y pies de los machos crema y de las hembras blanquecinos.